# Pierre Tacca
Pierre Joseph Tacca, geboren als Giuseppe Tacca, (Cavaglio d'Agogna, 12 augustus 1917 - Villepinte, 18 oktober 1984) was een wielrenner van Italiaanse afkomst die op 2 juli 1948 tot Frans staatsburger werd genaturaliseerd. Hij was professioneel actief van 1939 tot 1952. Hij nam deel aan vier Tours de France, de eerste twee in Italiaanse kleuren en de laatste twee in Franse kleuren.